# Vườn quốc gia Beit She'arim
Beit She'arim (tiếng Hebrew: בֵּית שְׁעָרִים, "Nhà của cổng") là tên đang được sử dụng cho các thị trấn của người Do Thái cổ xưa của Beit Shearim (בּית שערַיִם, "Nhà của Hai cổng") hoặc Kfar She'arāyim (כְּפר שערַיִם, "Làng của Hai cổng"), được biết đến bởi những nghĩa địa Necropolis của nó. Ngày nay nó được biết đến là Vườn quốc gia Beit She'arim. Địa điểm này nằm trên một ngọn đồi, ban đầu được biết đến với tên Ả Rập là Sheikh Ibreik hoặc Sheikh Abreik, và nhà địa lý lịch sử Samuel Klein năm 1936 đã nhận diện nó là Talmud Beit She'arim.
Khu khảo cổ được khai quật một phần bao gồm chủ yếu là một nghĩa địa rộng lớn gồm những ngôi mộ cắt đá và một số di tích của chính thị trấn. Khu vực hiện được quản lý bởi Cơ quan Công viên và Tự nhiên Israel. Nó tiếp giáp với thị trấn Kiryat Tiv'on ở phía đông bắc, cách 5 kilômét về phía tây Moshav Beit She'arim, và cách 20 kilômét về phía đông Haifa, ở chân đồi phía nam của Galilea Hạ.
Năm 2015, nghĩa địa của nó được UNESCO công nhận là Di sản thế giới. Nghĩa địa rộng lớn của thị trấn được chạm khắc vào đá vôi mềm và chứa hơn 30 hệ thống hang động chôn cất. Mặc dù chỉ có một phần của nghĩa địa đã được khai quật nhưng nó đã được ví như một cuốn sách khắc trên đá. Nghĩa địa này chứa các hầm mộ, lăng mộ, quách được trang trí với các nhân vật, cũng như số lượng các biểu tượng và hình vẽ ấn tượng được khắc và sơn bằng tiếng Hebrew, Aram, Palmyra, Hy Lạp ghi lại thành tựu lịch sử và văn hóa trong hai thế kỷ. Sự giàu có của các đồ trang trí nghệ thuật chứa trong này và nó là nghĩa trang Do Thái rộng lớn nhất trên thế giới hơn bất kỳ nơi đâu.

## Tên
Theo nhà sử học Israel Moshe Sharon, người ủng hộ giả thuyết của Yechezkel Kutscher thì tên của thành phố là Beit She'arayim hoặc Kfar She'arayim (Nhà hoặc Làng của Hai cổng). Cách phát âm tên tiếng Do Thái cổ của người Yemen cũng là "Bet She'arayim", có liên quan chặt chẽ hơn với tên Hy Lạp cổ đại của nó Βησάρα, "Besara".
Chính tả phổ biến từ tiếng Hebrew của ngôi nhà בֵּית là "beit", trong khi truyền thống kinh thánh King James là "beth", với việc thay thế thành "bet" phù hợp hơn về mặt từ nguyên.

## Lịch sử
Các mảnh gốm được phát hiện tại địa điểm cho thấy một khu định cư đầu tiên ở đó có từ thời đồ sắt. Beit She'arayim được thành lập vào cuối thế kỷ 1 TCN, dưới triều đại của vua Herodes Đại đế. Nhà sử học người Do Thái La Mã Josephus Flavius trong cuốn Vita đã gọi thành phố này trong tiếng Hy Lạp là Besara, trung tâm hành chính khu vực đất đai của Nữ hoàng Berenice tại Thung lũng Jezreel.

### Thời kỳ La Mã và Byzantine
Nhà sử học Israel Benjamin Mazar mô tả đây là một thị trấn thịnh vượng của người Do Thái bị phá hủy bởi hỏa hoạn vào năm 352, vào cuối của Cuộc nổi dậy của người Do Thái chống lại Constantius Gallus và sau một thời gian, nó được đổi mới thành một thành phố Byzantine. Nhưng nghiên cứu gần đây cho thấy, cuộc nổi loạn Gallus ít có tác động hơn nhiều đến thị trấn. Trận động đất 363 Galilee khiến Bet She'arayim bị thiệt hại, nhưng không ảnh hưởng lâu dài.